# Prosoplus luzonicus
Prosoplus luzonicus là một loài bọ cánh cứng trong họ Cerambycidae.